# Фара (герул)
Фара (также известный как «Варус») — командир герулов на службе Византийской империи. Участник Персидской и Вандальской войн, упомянут в посвящённых этим событиям трудам Прокопия Кессарийского Эдвард Гиббон отмечал в своей «Истории упадка и разрушения Римской империи», что Фара был человеком, известным своей «правдивостью и рассудительностью».

## Биография
В 530 году с отрядом из 300 герулов участвовал в битве при Даре.
В 533—534 годах Фара перехватил короля вандалов Гелимера, пытавшегося бежать из Африки в Испанию после поражения в битве при Трикамаре. Фара три месяца осаждал Гелимера на горе Папуа. Фара написал Гелимеру и попросил его сдаться, гарантируя, что император Юстиниан I будет хорошо относиться к нему. Гелимер сначала отказался, но позже сдался Велизарию и присоединился к Фаре.